# آرچی گودوین
آرچی گودوین (انگلیسی: Archie Goodwin (comics)؛ ۸ سپتامبر ۱۹۳۷ – ۱ مارس ۱۹۹۸) یک متصدی ویراستاری، هنرمند، و پدیدآور اهل ایالات متحده آمریکا بود.
وی بیشتر به خاطر همکاریش با مارول کامیکس و وارن نشاخته می‌شود.